# Henrique (football, 1994)
Pour les articles homonymes, voir Henrique.
Henrique Silva Milagres, plus simplement connu sous le nom d'Henrique, né le 25 avril 1994 à Rio de Janeiro, est un footballeur brésilien qui évolue au poste d'arrière gauche au Real Valladolid.

## Biographie

### Carrière en club

#### Vasco da Gama

##### Formation et débuts
Arrivé au Club de Regatas Vasco da Gama dès l'âge de 12 ans, Henrique y fait ses débuts à 19 ans, à l'occasion d'un derby contre le Fluminense à Maracanã, en championnat, dont les Cruzmaltino sortent vainqueur sur le score de 3-1,.
Le hasard veut que ce premier match professionnel du jeune défenseur soit aussi celui qui marque le dernier retour de Juninho au Vasco, son futur directeur sportif à Lyon laissant son empreinte sur ce match avec un but et une passe décisive, et démarrant ainsi à 38 ans la dernière saison de sa carrière.

##### Blessures et accidents
Mais alors que son club est dans une situation sportive compliquée — faisant l'ascenseur entre Série A et B sur les saisons qui suivent — Henrique subit également plusieurs blessures qui freinent lourdement son essor.
Surtout, l'arrière gauche va subir un grave accident de voiture à Recreio dos Bandeirantes : alors qu'il rentre d'un entrainement avec son équipe le 9 octobre 2014, la voiture du joueur percute un autre véhicule à un croisement. La tête de Henrique subit un lourd choc contre une vitre qui vole en éclats ; le joueur est rapidement transporté à l'hôpital, notamment grâce à l'assistance de ses coéquipiers, et parvient à ressortir sans séquelles de l'accident,.

##### Bonnes performances avec Vasco
Alors qu'il ne s'était pas imposé dès ses débuts comme titulaire indiscutable au sein du Onze de Vasco, Henrique se fait au fur et à mesure des saisons une place de choix. Le 26 août 2020, Henrique marque son premier but en tant que professionnel à l'âge de 26 ans, lors d'un match contre Goiás, à l'Estádio da Serrinha. Dans ce match retour de la troisième phase de la Copa do Brasil, Vasco arrache les tirs au but grâce à une victoire 2-1 (à l'aller, à São Januário, elle avait perdu 1-0), et s'impose 3-2 lors de la séance.

#### Olympique lyonnais
En fin de contrat à l'été 2021 avec ce qui est alors son club de toujours, il est annoncé à l'Olympique lyonnais dès mai 2021,, le président du club de Ligue 1 Jean-Michel Aulas confirmant son arrivée dès le mois suivant. Il prend le numéro 12,,. Henrique est alors chargé d'être la doublure d'Emerson, récent champion d'Europe avec l'Italie et prêté par Chelsea. Au début de la saison, Henrique est clairement cantonné à un rôle de remplaçant, ne grappillant que des minutes de jeu çà et là, notamment en Ligue Europa. Cependant, au cours de la deuxième moitié de saison, profitant notamment d'une méforme de son coéquipier, Henrique parvient à régulièrement se faire une place sur le terrain, et ce malgré quelques blessures passagères. A la fin de l'exercice, Henrique est même plus souvent présent dans le onze que son compère oriundo, qui repart à Chelsea à l'issue de la saison.
Henrique est donc le seul latéral gauche de métier de l'effectif professionnel de l'Olympique lyonnais à l'orée de la saison 2022-2023. L'arrivée de l'international argentin Nicolas Tagliafico au cours de l'intersaison ramène cependant Henrique à son rôle initial de doublure. Cependant, avec le départ de Léo Dubois en Turquie, Henrique devient à la fois la doublure de Tagliafico à gauche et celle de Malo Gusto sur le couloir droit. C'est d'ailleurs à ce poste qu'il dispute le premier match de sa saison 2022-2023, en remplaçant le jeune français pour les vingt dernières minute de la victoire 4-1 contre l'AJ Auxerre lors de la troisième journée de championnat.
Il part libre de l'Olympique lyonnais à la fin de la saison 2023-2024.

### Carrière en sélection
Henrique est international brésilien avec les moins de 20 ans, ayant connu la sélection auriverde en 2013, à l'occasion de matchs amicaux.

## Style de jeu
Évoluant au poste de latéral gauche, Henrique est décrit comme un joueur offensif, tonique, brillant notamment par la qualité de ses centres,.

## Statistiques détaillées
| Saison                | Club                  | Championnat           | Championnat | Championnat | Championnat | Coupe nationale | Coupe nationale | Coupe nationale | Coupe de la Ligue | Coupe de la Ligue | Coupe de la Ligue | Supercoupe | Supercoupe | Supercoupe | Compétition(s) continentale(s) | Compétition(s) continentale(s) | Compétition(s) continentale(s) | Compétition(s) continentale(s) | Ligue régionale | Ligue régionale | Ligue régionale | Total | Total | Total |
| Saison                | Club                  | Division              | M.          | B.          | P.d.        | M.              | B.              | P.d.            | M.                | B.                | P.d.              | M.         | B.         | P.d.       | Comp.                          | M.                             | B.                             | P.d.                           | M.              | B.              | P.d.            | M.    | B.    | P.d.  |
| 2013                  | CR Vasco da Gama      | Série A               | 11          | 0           | 0           | 1               | 0               | 0               | -                 | -                 | -                 | -          | -          | -          | -                              | -                              | -                              | -                              | -               | -               | -               | 12    | 0     | 0     |
| 2014                  | CR Vasco da Gama      | Série B               | 1           | 0           | 0           | -               | -               | -               | -                 | -                 | -                 | -          | -          | -          | -                              | -                              | -                              | -                              | 3               | 0               | 0               | 4     | 0     | 0     |
| 2015                  | CR Vasco da Gama      | Série A               | -           | -           | -           | 2               | 0               | 0               | -                 | -                 | -                 | -          | -          | -          | -                              | -                              | -                              | -                              | -               | -               | -               | 2     | 0     | 0     |
| 2016                  | CR Vasco da Gama      | Série B               | 11          | 0           | 0           | 3               | 0               | 0               | -                 | -                 | -                 | -          | -          | -          | -                              | -                              | -                              | -                              | 3               | 0               | 0               | 17    | 0     | 0     |
| 2017                  | CR Vasco da Gama      | Série A               | 21          | 0           | 1           | 3               | 0               | 0               | -                 | -                 | -                 | -          | -          | -          | -                              | -                              | -                              | -                              | 12              | 0               | 0               | 36    | 0     | 1     |
| 2018                  | CR Vasco da Gama      | Série A               | 24          | 0           | 1           | 2               | 0               | 0               | -                 | -                 | -                 | -          | -          | -          | CL+CS                          | 8+1                            | 0                              | 0                              | 9               | 0               | 0               | 44    | 0     | 1     |
| 2019                  | CR Vasco da Gama      | Série A               | 21          | 0           | 0           | -               | -               | -               | -                 | -                 | -                 | -          | -          | -          | -                              | -                              | -                              | -                              | 3               | 0               | 0               | 24    | 0     | 0     |
| 2020-2021             | CR Vasco da Gama      | Série A               | 29          | 0           | 1           | 6               | 1               | 0               | -                 | -                 | -                 | -          | -          | -          | CS                             | 3                              | 0                              | 0                              | 8               | 0               | 0               | 46    | 1     | 1     |
| Sous-total            | Sous-total            | Sous-total            | 118         | 0           | 3           | 17              | 1               | 0               | -                 | -                 | -                 | -          | -          | -          | -                              | 12                             | 0                              | 0                              | 38              | 0               | 0               | 185   | 1     | 3     |
| 2021-2022             | Olympique lyonnais    | Ligue 1               | 18          | 0           | 1           | -               | -               | -               | -                 | -                 | -                 | -          | -          | -          | C3                             | 4                              | 0                              | 0                              | -               | -               | -               | 22    | 0     | 1     |
| 2022-2023             | Olympique lyonnais    | Ligue 1               | 7           | 0           | 1           | 3               | 0               | 0               | -                 | -                 | -                 | -          | -          | -          | -                              | -                              | -                              | -                              | -               | -               | -               | 10    | 0     | 1     |
| 2023-2024             | Olympique lyonnais    | Ligue 1               | 11          | 1           | 0           | 2               | 0               | 0               | -                 | -                 | -                 | -          | -          | -          | -                              | -                              | -                              | -                              | -               | -               | -               | 13    | 1     | 0     |
| Sous-total            | Sous-total            | Sous-total            | 36          | 1           | 2           | 5               | 0               | 0               | -                 | -                 | -                 | -          | -          | -          | -                              | 4                              | 0                              | 0                              | -               | -               | -               | 45    | 1     | 2     |
| Total sur la carrière | Total sur la carrière | Total sur la carrière | 154         | 1           | 5           | 22              | 1               | 0               | -                 | -                 | -                 | 1          | 0          | 0          | -                              | 16                             | 0                              | 0                              | 38              | 0               | 0               | 231   | 2     | 5     |

## Palmarès
| Vasco da Gama - Campeonato Carioca (2) - Champion en 2015 (en) et 2016 (en) - Finaliste en 2014 (en), 2018 (en) et 2019 (en) |